# Nepeta apuleii
Nepeta apuleii là một loài thực vật có hoa trong họ Hoa môi. Loài này được Ucria mô tả khoa học đầu tiên năm 1793.